# Nowa Wieś Rzeczna
Nowa Wieś Rzeczna – wieś kociewska w Polsce położona w województwie pomorskim, w powiecie starogardzkim, w gminie Starogard Gdański na zachód od Starogardu Gdańskiego. Na zachód od Nowej Wsi Rzecznej znajduje się jezioro Staroleskie. 
W latach 1975–1998 miejscowość administracyjnie należała do województwa gdańskiego.

## Położenie
Położona w malowniczym miejscu nad rzekami Wierzycą i jej dopływem Piesienicą. Liczba ludności zamieszkującej Nową Wieś Rzeczna to około 700 osób. Przez wieś przebiegają dwa najważniejsze szlaki komunikacyjne łączące miasto i gminę Starogard, są to: droga krajowa nr 22 i linia kolejowa nr 203 Tczew – Kostrzyn.

## Zabytki
Według rejestru zabytków NID na listę zabytków wpisany jest zespół pałacowy, poł. XIX, nr rej.: A-1014 z 7.07.1982: pałac i park.
W XIX w. należał do niemieckiej rodziny Hertzbergów. W 1924 r. majątek ziemski Nowa Wieś wraz z pałacem nabył Stefan Przanowski. Po II wojnie światowej majątek został przejęty przez państwo i utworzono PGR. Dzisiaj nie jest już prowadzona działalność rolna w tym zakładzie, zaś pałac został sprzedany prywatnej osobie. 
W Nowej Wsi Rzecznej znajduje się również stara szkoła elementarna i zabudowania mieszkalne datowane na 1901 rok. 

## Struktura powierzchni
Około 85% powierzchni wsi to użytki rolne (uprawiana głównie jest kukurydza, jednak czasami na mniejszych polach można spotkać pszenicę i żyto). Reszta powierzchni wsi to lasy i nieużytki.

## Gospodarka
Dzisiaj w Nowej Wsi Rzecznej swoją działalność prowadzą dwa duże zakłady – PHU EGA i Młyn Zbożowy. W miejscowości wykorzystuje się alternatywne źródło produkcji energii, jakim jest elektrownia wodna. W 2006 roku została oddana również nowa droga łącząca wieś z miastem tworząca duży objazd i bezkolizyjny przejazd, bez konieczności wjazdu na drogę krajową nr 22.

## Demografia
Według Narodowego Spisu Powszechnego Ludności i Mieszkań z 2021 roku liczba ludności we wsi Nowa Wieś Rzeczna to 1 038 z czego 52,7% mieszkańców stanowią kobiety, a 47,3% ludności to mężczyźni. Miejscowość zamieszkuje 6,0% mieszkańców gminy. 
Współczynnik feminizacji we wsi wynosi 111 i jest nieznacznie większy od współczynnika feminizacji dla województwa pomorskiego oraz nieznacznie większy od współczynnika dla całej Polski. 
61,6% mieszkańców wsi Nowa Wieś Rzeczna jest w wieku produkcyjnym, 22,2% w wieku przedprodukcyjnym, a 16,3% mieszkańców jest w wieku poprodukcyjnym.